# 東海大學建築學系
東海大學建築學系成立于1960年，創系主任為藝術家陳其寬。創立之初時成為「建築工程學系」，後於1974年在建築師漢寶德在任系主任時改制為「建築學系」，並授予「建築學士」學位。
東海大學建築學系以「建築設計」為核心課程，並著重學生的人文思考，是台灣首個引入現代建築教育的建築院系。

## 系所歷史
東海大學「建築工程學系」成立於1960年，創系主任為參與東海大學校園規畫的陳其寬，實施四年制的建築專業教育。
1974年在漢寶德在任系主任時更名為「建築學系」，並改制為五年。
1980年，東海建築成立了繼國立成功大學之後台灣的第二個建築研究所，並擴大了都市設計與理論之課程。1992年研究所成立招收大學非建築科系畢業生為主的「學士後建築」組，畢業後授予建築碩士學位。1995年，因應系所合一政策，建築研究所與建築學系合併，改制為建築學系內的碩士班。
2007年，東海建築系歸併於新成立的「創意設計暨藝術學院」，院中設有與建築系研究工作相關的「建築研究中心」。

## 系館建築

### 創系系館（1961年）
東海建築系於1960年成立時還沒有系館，借用女生宿舍交誼廳作為繪圖間，第一棟系館在隔年10月落成，東海校園前期工程已花費太多錢，使得剛成立的建築系並沒有太多經費，陳其寬先生便實驗了雙曲拋物線傘結構系統，使用當時台灣最便宜的灰板條做模板，使系館成為當時單位造價非常低之建築。
舊系館座落在工學院南側，是一棟長六十餘米、寬十米的白色長條建築物，這個系館是一個矩形盒子，結構柱子藏在玻璃表皮之後，東西兩端為白牆，南北長向牆面全部開窗，室內光線充足，十三對連續的倒寬傘形薄殼頂界定出十二個空間區隔與兩端特殊功能空間。倒傘狀曲面屋頂結構發揮混凝土的塑性特色，採反樑作法，將樑作在屋面上，使室內的雙曲傘面完整單純。在新系館建成後，舊系館轉給工工系使用。

### 新系館（1976年）

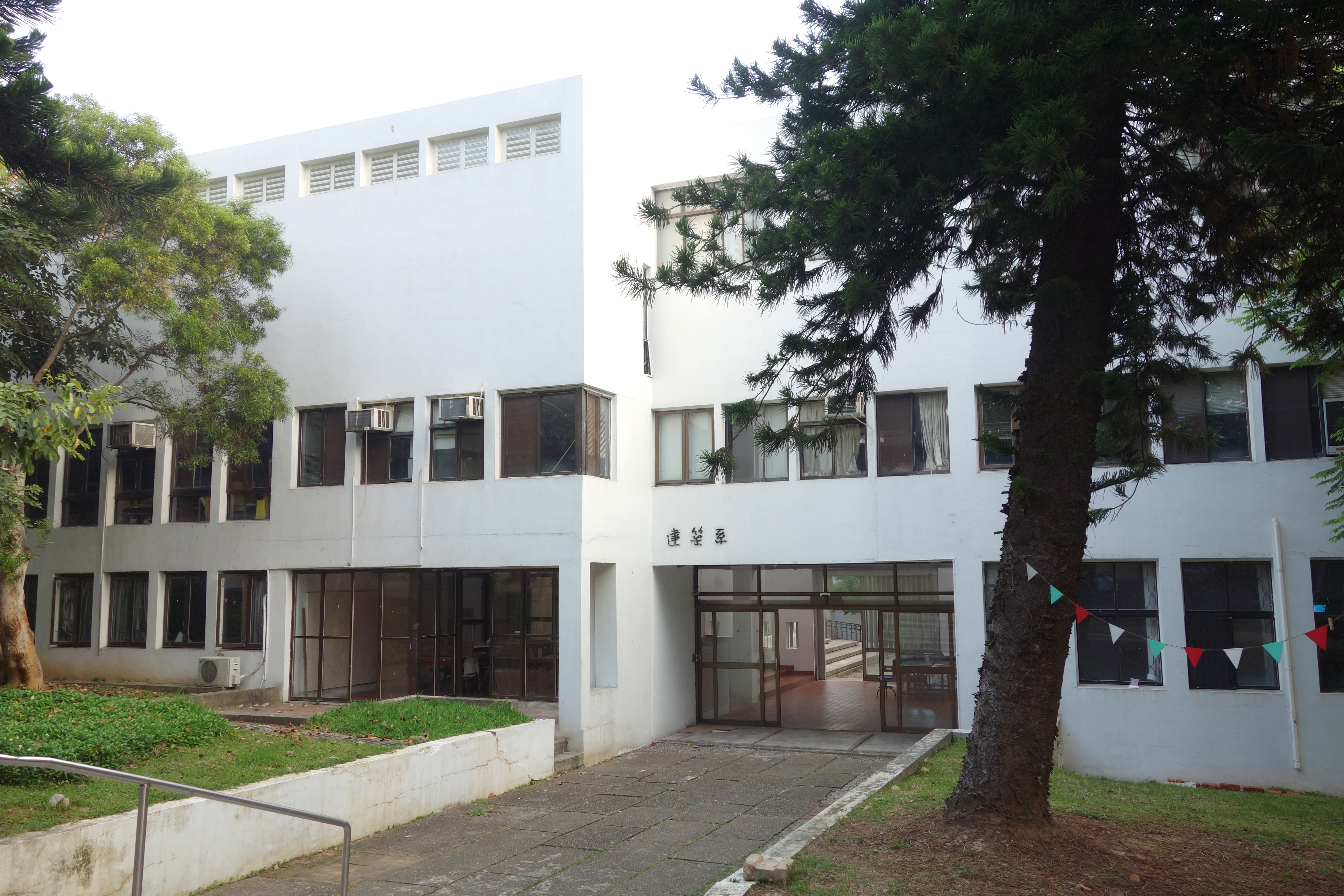
新系館是漢寶德受紐約白派影響下，所設計出的作品

1969年，東海建築系開始招收五年制學生，原來針對四年制小班教學的系館空間漸感不敷使用；1974年系主任漢寶德先生完成新系館的設計，接著新系館的興建開始進行。1976年5月，新的建築系館落成啟用，造價新台幣480萬。
由於美國基督教聯合董事會逐年減少對校方的經費補助，校園內的新建築大多走向簡樸。新系館外觀是個白色量體，白色粉泥牆除了因應拮据的經費之外，漢寶德認為這也是對西方現代主義和中國風的一種回應：「丟開板起臉來的中國文化，中國建築的精華其實就是白壁。因為它是隔斷空間的工具，同時是一張畫紙，可以任文人去揮灑。......即使只有一面白壁，經過雨水牆面上出現深淺不一的霉斑，也是一種墨韻。」屋頂為折板結構，繪圖空間是階梯狀的，分成五區，每半層高差為一區，向北向開天窗，分劃給五個年級使用，但各年級上部空間仍相互連通。系館東側為辦公空間，入口則位於辦公區與工作室的中間，連結至大廳；大廳是建築系各個活動的中心，挑高三層樓的上方開天窗，挑空中不規則地突出半圓形或四分之一圓的「看台」，用於豐富空間層次。

### 繪圖房（1992年）

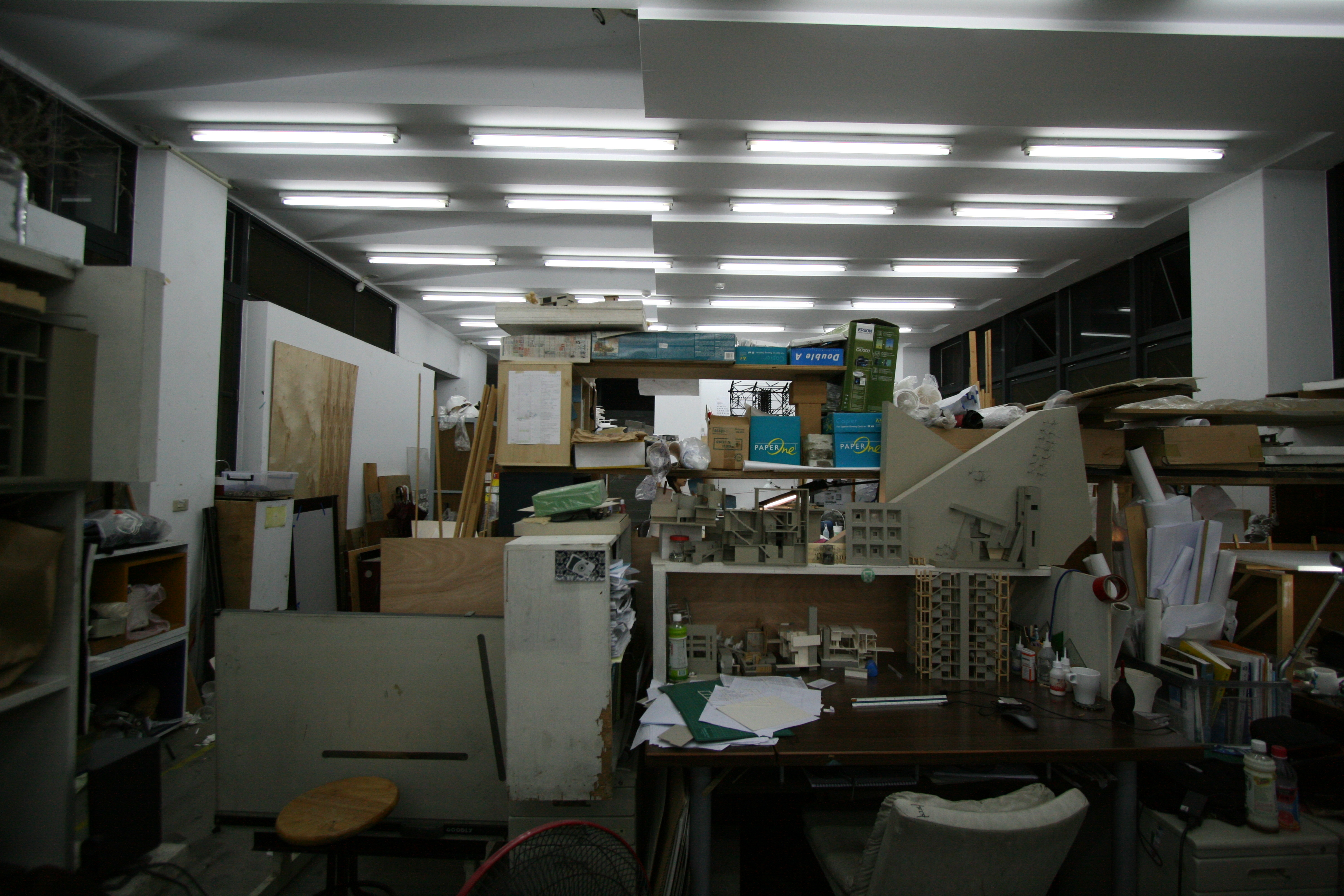
東海建築系繪圖室

1992年，東海建築系成立非專業背景碩士班後，空間又再不敷使用，因此決定在系館北側增建新繪圖房。這棟增建的二層樓繪圖房，由當時的系主任阮偉明老師設計，兩層樓作工作室，並在南端隔出小房間，屋頂是大圓弧頂，樓梯間設在北端，大玻璃窗展示樓梯上人們的走動。
這棟建築脫離於系館建築，因此也獨立出屬於建築系的中庭休憩空間；而樓梯間的大面玻璃窗，也修飾、強調了原先被視為建築系館背面的北向立面。繪圖房落成時主要供非專業背景研究生做工作室，直到2005年的系館增建工程完成，其後繪圖房轉型為系圖書館（二樓）、檔案資料室與一般教室（一樓）。

### 新系館增建（2005年）

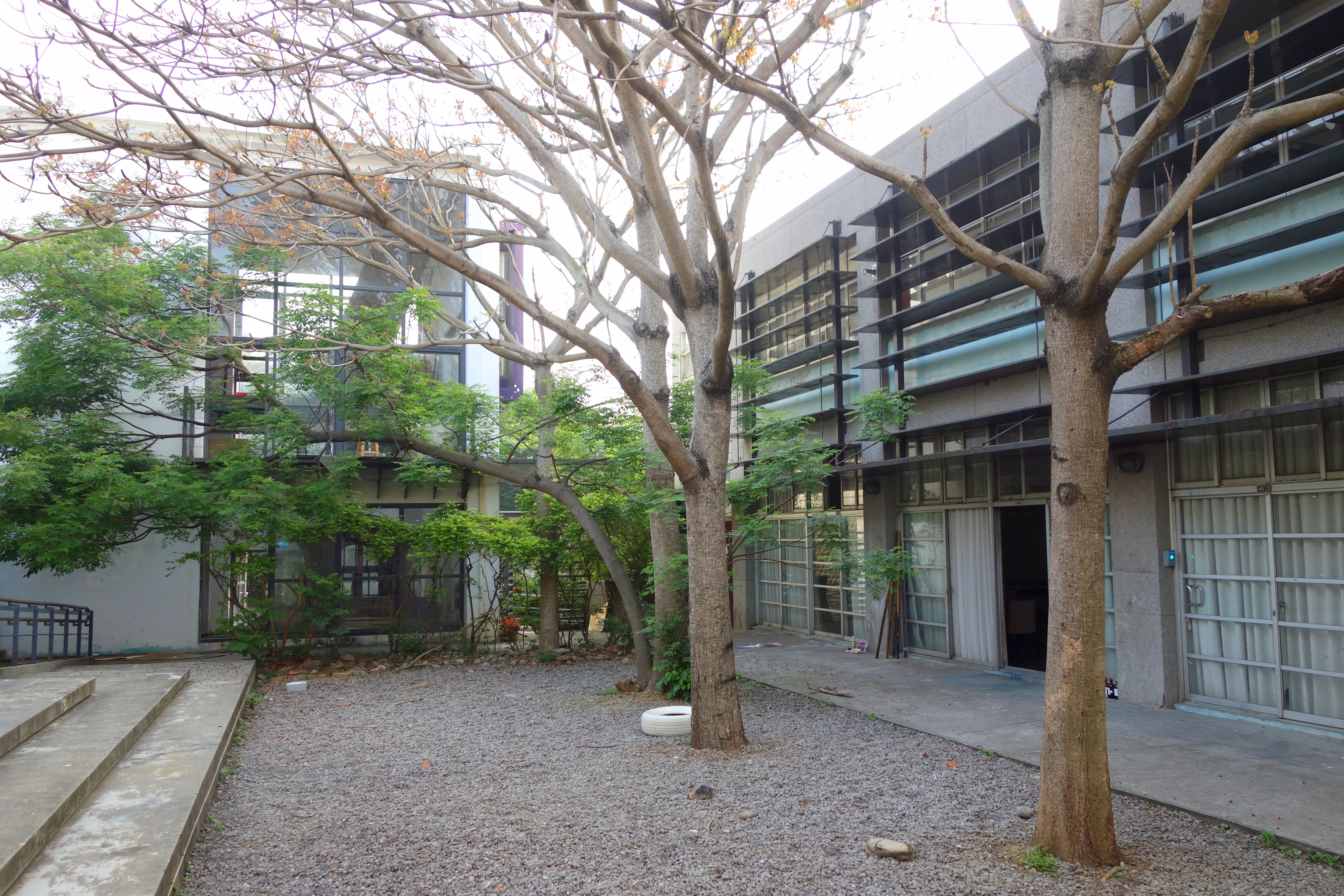
系館增建所圍出的中庭，回應了東海早期校園的合院形式

2001年，建築系空間不足的問題依舊存在。在募得300萬後建築系多位老師說服董事會，促成了建築系館的增建，經歷了11次的變更設計，於2005年完工使用。多次翻案主要的考量為校園的整體環境改善，校方希望此案能配合新完工的人文大樓及工設系館增建案，將力行路周邊環境與人行步道一併整合。
系館增建由系友黃豐國建築師設計，東西走向的配置與前兩期建築正式地圍出中庭，回應東海校園的舊合院形式。當時的系主任曾成德認為：「靠著新館的完成，原建築系館Object的性格將演化為一個大家所熟悉的東海Courtyard，中庭也形成一個凝聚建築系的重要空間。......希望新館既有可親而樸拙的東海原始風味，也有簡單明快的現代建築特質。」
增建的量體是階梯狀工作室的延伸，室內與系館的繪圖室接合，並用一個長向的天井區分新舊。量體的北向立面與繪圖房同為大面玻璃窗，在學生們熬夜工作時照亮後方道路（力行路），也是建築系在校園中的一種形象識別。

## 知名系友與教師

### 系友

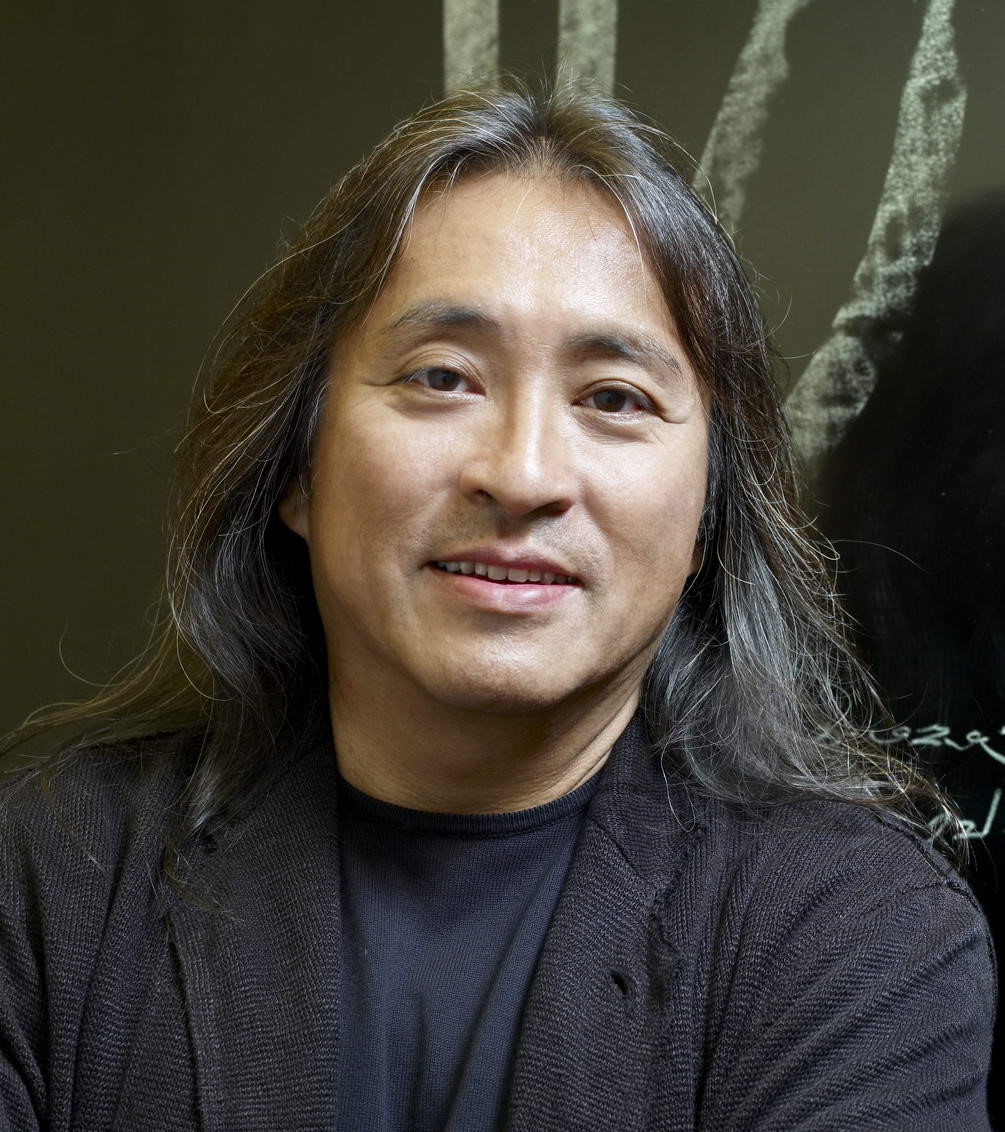
建築師姚仁喜是東海第八屆傑出校友，同時也是美國建築師學會榮譽院士

- 王重平：1971年畢業，台北101共同建築師。
- 姚仁祿：1972年畢業。
- 姚仁喜：1975年畢業，美國建築師學會榮譽院士。
- 簡學義：1980年畢業。
- 王弄極：1981年畢業，北京天文館建築師。
- 龔書章：1986年畢業，曾任淡江大學建築系助理教授，現任國立陽明交通大學建築研究所專任教授[6]。
- 黃聲遠：1986年畢業，田中央聯合建築師事務所主持建築師。
- 郭旭原：1986年畢業。
- 賴怡成：1988年畢業，曾任淡江大學建築系系主任與國立陽明交通大學建築研究所兼任副教授[7]。
- 姜樂靜：1988年畢業。

### 教師
- 陳其寬：與貝聿銘、張肇康合作設計東海大學校園，曾任東海大學建築系主任及工學院院長。
- 漢寶德：台灣現代建築思想的啟蒙者，任職東海大學建築系主任長達10年。
- 李祖原：台北101建築師，曾擔任東海建築系副教授。[8]
- 夏鑄九：曾擔任東海建築系助教。

## 腳注
1. 1 2 3  羅時瑋，〈操練空間的空間---東海建築系的系館變遷〉，《台灣建築雜誌》2000年12月號
2. ↑  漢寶德，〈陳其寬先生與東海建築〉，《遊藝化境─懷念陳其寬教授》，2007
3. 1 2 3  李建霆. 中、港、台三所大學建築教育空間型態使用之調查與比較[永久]. 私立東海大學建築所碩士論文. 2009
4. ↑  〈東海建築系館增建〉，《建築師雜誌》2005年6月號
5. ↑  曾成德，〈門／間〉，《建築師雜誌》2005年6月號
6. ↑  . 國立陽明交通大學.   [2022-01-02].
7. ↑  . 淡江大學.   [2022-04-07]. （原始内容存档于2022-05-22）.
8. ↑  .   [2023-07-25]. （原始内容存档于2023-07-25）.

## 外部連結
- 東海建築系 （页面存档备份，存于） - 系網
- 舊建築系館平面圖 （页面存档备份，存于）
- 新建築系館平面、剖面及立面圖 （页面存档备份，存于）